# Burgundija
Burgundija (francosko Bourgogne, nemško Burgund) je zgodovinsko francosko ozemlje, naseljeno zapovrstjo z Galci, Rimljani, različnimi germanskimi ljudstvi, od katerih so bili najpomembnejši Franki in Burgundi; slednji so dali ozemlju tudi ime. Kasneje je bilo ozemlje porazdeljeno na Burgundsko vojvodstvo (zahodni del) in Grofijo Burgundijo (vzhodni del). Večjo slavo je poželo Burgundsko vojvodstvo, kasnejša provinca Burgundija, medtem ko je grofija postala provinca Franche-Comté.  
Sodobna administrativna regija Burgundija je v glavnem izšla iz nekdanjega Burgundskega vojvodstva.

## Zgodovina
Burgundi so bili germansko ljudstvo, ki so nadomestili rimsko oblast po zlomu zahodnega dela Rimskega cesarstva. V letu 411 so prešli Ren in ustanovili svoje kraljestvo s središčem v Wormsu. Sredi ponavljajočih se bojev med Rimljani in Huni je Burgundsko kraljestvo sčasoma zavzemalo ozemlje ob meji sedanjih Francije, Italije in Švice. Leta 534 so Franki porazili Godomarja II., poslednjega burgundskega kralja, ozemlje pa priključili svojemu hitro rastočemu imperiju.
Obstoj sodobne Burgundije korenini v razdelitvi Frankovskega cesarstva konec 9. stoletja. V tem času so obstajale tri Burgundije: Kraljevina Zgornja Burgundija okoli Ženevskega jezera, Kraljevina Spodnja Burgundija v Provansi in Burgundsko vojvodstvo. Obe kraljestvi sta bili leta 933 združeni, v letu 1032 pa vključeni v Sveto rimsko cesarstvo pod Konradom II., medtem ko je v letu 1003 Vojvodina prešla k francoski kroni.
V srednjem veku je bila Burgundija središče verskega življenja v zahodni Evropi s cerkvami in samostani v Clunyju, Citeauxu in Vézelayu.
Med stoletno vojno je francoski kralj Ivan II. raje podelil vojvodstvo svojemu mlajšemu sinu, kot bi ga prepustil svojemu nasledniku na prestolu. Vojvodstvo je ob sestavljanju svojega imperija, v glavnem s porokami, od Švice do Severnega morja, kmalu postalo glavni tekmec francoske krone. Vključevalo je številne posesti na obeh straneh tedaj simbolne meje med Francoskim kraljestvom in Svetim rimskim cesarstvom. Njegova ekonomska moč se je nahajala v Nizozemskih deželah, zlasti v Flandriji in Brabantu. Dvor v Dijonu je bil tako ekonomsko kot kulturno veliko bolj sijoč kot francoski dvor.
Leta 1477 je bil v bitki ubit zadnji burgundski vojvoda Karel Predrzni. Njegova hči Marija se je poročila s kasnejšim nemškim kraljem in cesarjem Maksimilijanom I. Habsburškim. Bojevanje za burgundsko dediščino med njim in francoskim kraljem se je končalo leta 1493 z mirom v Senlisu. Francija je tedaj dobila nazaj matično vojvodino Burgundijo (kasnejšo francosko pokrajino Burgundijo), ki je spet postala francoska kronska dežela, grofijo Burgundijo pa so dobili Habsburžani; v francosko kraljestvo je bila vključena šele leta 1678 s sporazumom iz Nijmegna.